# Eveline Van Looveren
Eveline Van Looveren (4 juni 1986) is een Belgische amazone en paralympiër.

## Palmares

### Paramympische Spelen
- 2016:  Rio, Dressur Para Teams, 5de
- 2016:  Rio, Dressuur Para Ia, 17de

### Wereldspelen
- 2014: Caen, Dressuur Para Ia, 9de
- 2014: Caen, Dressuur Para Teams, 7de

### Wereldruiterspelen
- 2014, Normandië, Dressuur Para Ia, 7de
- 2014, Normandië, Dressur Para Ia Freestyle, 6de